# Green Eyed Soul
Green Eyed Soul – debiutancki album studyjny niemieckiej wokalistki pop Sarah Connor wydany dnia 26 listopada 2001 w krajach niemieckojęzycznych oraz dnia 3 grudnia 2001 w Polsce nakładem wytwórni Sony Music.

## Informacje o albumie
Prace nad materiałem na debiutancki krążek artystki trwały kilka miesięcy na przełomie lat 2000 oraz 2001. Utwory umieszczone na albumie prezentują różne style muzyczne od ballad („From Sarah with Love”), poprzez taneczne rytmy R&B („Every Little Thing”, „If U Were My Man”), hip-hopowe melodie („Make U High”, „Magic Ride”) do soulowych brzmień („Where Do We Go from Here”).

„Czasem jeździłam do studia dwa razy w nocy, by poprawić jedną, czy dwie drobne rzeczy w piosence. Jestem perfekcjonistką, a ten album to moje dziecko! Chciałam, żeby wszystko było idealne i jestem zadowolona z rezultatów. Tytuł krążka nie wybrałam przypadkowo. W latach 60. na muzykę białych artystów śpiewających soul mówiono niebieskooki soul. Ja mam zielone oczy, moja muzyka wywodzi się z soulu, więc... zielonooki soul.”

## Produkcja
Przy produkcji materiału na album pracował niemiecki duet producencki Kay Denar i Rob Tyger, którzy stworzyli i wyprodukowali większość piosenek na krążek. Bülent Aris, znany ze współpracy z Backstreet Boys stworzył trzy utwory, zaś Triage czuwał nad produkcją tychże kompozycji. Pracy z Connor podjął się również amerykański wokalista R&B TQ, który oprócz gościnnego udziału w singlu „Let’s Get Back to Bed – Boy!” skomponował i wyprodukował piosenkę „Can' Get None”. Większość utworów na krążku to kompozycje autorskie, oprócz dwóch które opierają się na samplingu. „In My House” to cover kompozycji o tym samym tytule zespołu Mary Jane Girls, zaś „French Kissing” zawiera sampel utworu „No Diggity” zespołu Blackstreet.

## Promocja
W roku 2002, by promować krążek artystka wyruszyła w trasę koncertową „Green Eyed Soul Tour”. Początkowo występy miały mieć miejsce w kwietniu 2002, jednak z powodu sukcesu albumu w krajach europejskich show przeniesiono. Connor, ze względu na zaawansowaną akcję promocyjną Green Eyed Soul oraz „From Sarah with Love” w wielu krajach Europy postanowiła przesunąć datę pierwszego występu na czerwiec 2002. Trasa koncertowa rozpoczęła się 9 czerwca 2002 w Kolonii i trwała dwa tygodnie. Wokalistka odwiedziła piętnaście miast w Austrii, Niemczech oraz Szwajcarii. Na scenie Connor prezentowała siedemnaście kompozycji, w tym piosenkę Michaela Jacksona „Black or White”. W czasie występów artystka czterokrotnie zmieniała ubranie, adekwatnie do prezentowanego stylu muzycznego.

## Single
- Pierwszym singlem promującym krążek stał się utwór „Let’s Get Back to Bed – Boy!” wydany na rynki muzyczne dnia 7 maja 2001[6]. Kompozycja nagrana została z gościnnym udziałem amerykańskiego wokalisty R&B TQ. Teledysk do klipu przedstawia wokalistkę wraz z TQ, jako parę która w łóżku spędza miesiące. Singel zyskał sukces zajmując pozycje w Top 10 oficjalnych notowań w Austrii, Niemczech oraz Szwajcarii. Utwór wydany został również w Wielkiej Brytanii, gdzie na notowaniu UK Singles Chart zajął miejsce #16 oraz w Norwegii osiadając na pozycji #18 tamtejszego oficjalnego zestawienia najczęściej sprzedawanych singli[7].
- „French Kissing” wydany został jako drugi singel promujący wydawnictwo dnia 20 sierpnia 2001[8]. Do utworu nagrany został kontrowersyjny teledysk, który przedstawia wokalistkę w domu publicznym. Klip opiera się na tematyce seksualności oraz zmysłowości. Kompozycja nie zyskała sukcesu, stając się jednym z najgorszych singli pod względem sprzedaży wydanym w całej karierze wokalistki nie zajmując pozycji w Top 20 oficjalnego notowania w Niemczech i Szwajcarii[9].
- Trzecim singlem prezentującym krążek została ballada „From Sarah with Love” wydana na rynki muzyczne dnia 5 listopada 2001[10]. Kompozycja promowana teledyskiem, w którym gościnnie wystąpiła młodsza siostra wokalistki, stała się najpopularniejszym utworem Connor w jej całej karierze, stając się sygnaturalnym singlem artystki. Ballada znalazła się w Top 20 oficjalnych list przebojów w Austrii, Holandii, Finlandii, Niemczech, Norwegii oraz Szwajcarii[11].

| Rok  | Singel                         | Album           | Pozycje na listach | Pozycje na listach | Pozycje na listach | Pozycje na listach | Pozycje na listach | Pozycje na listach | Pozycje na listach | Pozycje na listach | Pozycje na listach |
| Rok  | Singel                         | Album           | GER                | AUT                | SWI                | UK                 | NLD                | NOR                | FIN                | SWE                | PL                 |
| ---- | ------------------------------ | --------------- | ------------------ | ------------------ | ------------------ | ------------------ | ------------------ | ------------------ | ------------------ | ------------------ | ------------------ |
| 2001 | „Let’s Get Back to Bed – Boy!” | Green Eyed Soul | 2                  | 5                  | 9                  | 16                 | –                  | 18                 | –                  | –                  | 1                  |
| 2001 | „French Kissing”               | Green Eyed Soul | 26                 | 18                 | 53                 | –                  | 71                 | –                  | –                  | –                  | 33                 |
| 2001 | „From Sarah with Love”         | Green Eyed Soul | 1                  | 2                  | 1                  | –                  | 9                  | 14                 | 3                  | 38                 | 1                  |

## Lista utworów
1. „Let’s Get Back to Bed – Boy!” (featuring TQ) (Terrance Quaites, Rob Tyger, Kay Denar) – 3:56
2. „If U Were My Man” (Bülent Aris, Troy Samson) – 3:38
3. „French Kissing” (Teddy Riley, Dr. Dre, Rob Tyger, Kay Denar, William Steward, Chauncey Hannibal, Lynise Walters) – 3:35
4. „Magic Ride (Whatever U Wish 4)” (featuring TQ) (Terrance Quaites, Eddie Martin, Kenny Yeomans) – 4:29
5. „From Sarah with Love” (Rob Tyger, Kay Denar, Sarah Connor) – 5:08
6. „Make U High” (Sarah Connor, Rob Tyger, Kay Denar) – 3:33
7. „In My House” (Rick James) – 3:13
8. „Where Do We Go from Here” (Adam Charon, Mekong Age, Rufi-Oh) – 3:55
9. „I Can't Lie” (Eddie Martin, K. Yeomans) – 3:42
10. „Imagining” (Eddie Martin, K. Yeomans) – 5:32
11. „Every Little Thing” (Nosie Katzmann, Bülent Aris, Daniel Troha) – 3:37
12. „Undressed” (Rob Tyger, Kay Denar) – 3:38
13. „Can't Get None” (Terrance Quaites) – 3:58
14. „Man of My Dreams” (Bülent Aris, Chris Tonino, Michael Eirich) – 3:11
15. „Let Us Come 2gether” (Rob Tyger, Kay Denar) – 3:53
16. „When I Dream” (Sarah Connor, Adam Charon, Mekong Age, Rufi-Oh) – 3:29
17. „Let’s Get Back to Bed – Boy!” (Gena B. Good Remix; featuring TQ) – 3:56

## Pozycje na listach
| Lista sprzedaży (2001-02)           | Najwyższa pozycja |
| ----------------------------------- | ----------------- |
| Austria (Media Control AG)          | 3                 |
| Belgia (Ultratop Flamandia)         | 41                |
| Belgia (Ultratop Walonia)           | 44                |
| Czechy (IFPI)                       | 14                |
| Finlandia (Finland's Official List) | 4                 |
| Grecja (IFPI Greece)                | 11                |
| Holandia (MEGA Charts)              | 28                |
| Niemcy (Media Control AG)           | 2                 |
| Norwegia (VG-lista)                 | 17                |
| Polska ZPAV Albums Chart            | 4                 |
| Portugalia (AFP)                    | 5                 |
| Szwajcaria (Media Control AG)       | 3                 |

### Certyfikaty
| Państwo    | Certyfikat                                    |
| ---------- | --------------------------------------------- |
| Austria    | Złota płyta Sprzedaż: 10.000 egzemplarzy      |
| Niemcy     | Platynowa płyta Sprzedaż: 200.000 egzemplarzy |
| Szwajcaria | Złota płyta Sprzedaż: 15.000 egzemplarzy      |